# Reginald Barker

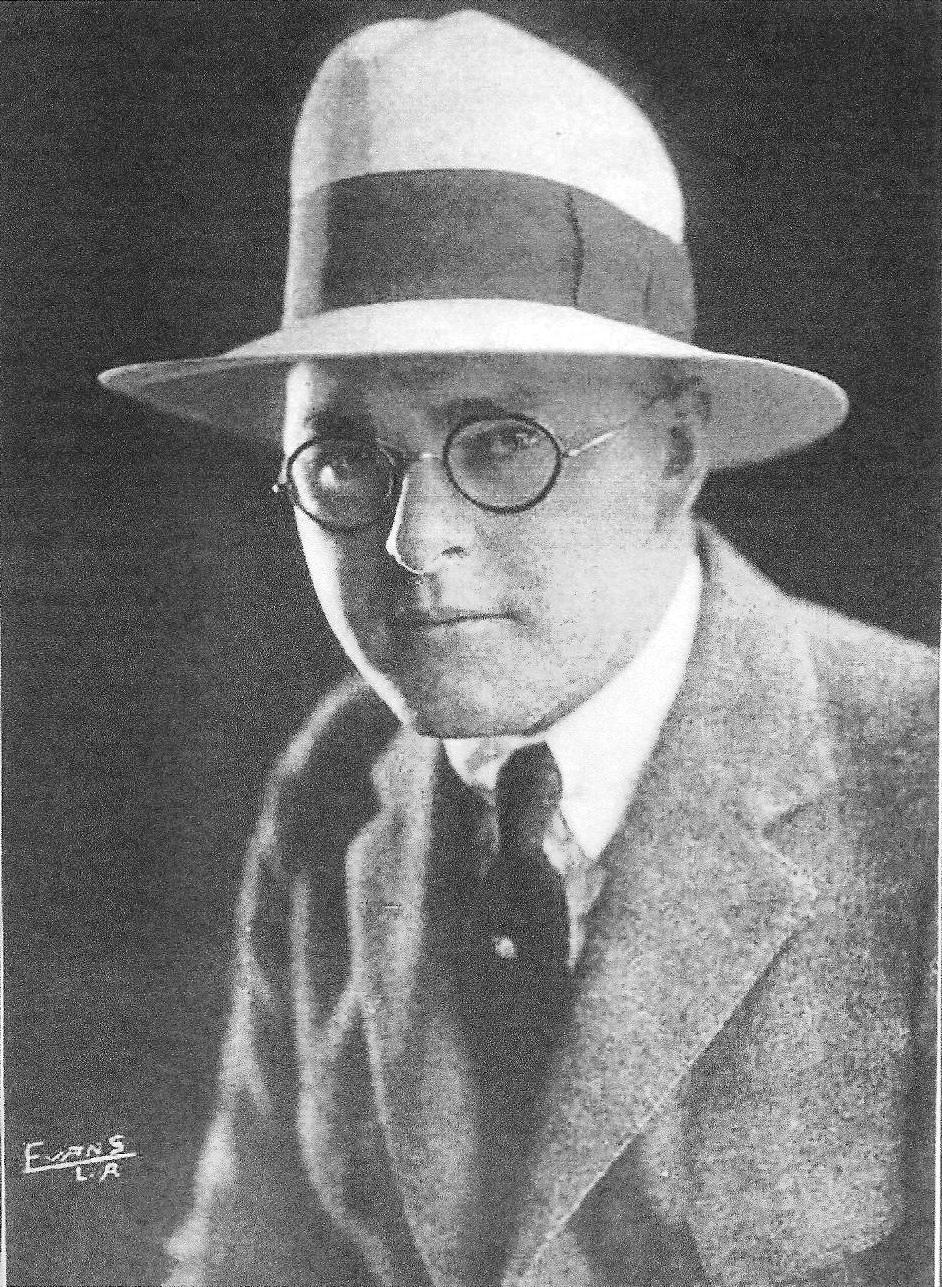
En 1920.

Reginald C. Barker (n. Winnipeg, Canadá; 2 de abril de 1886 - f. Pasadena, Estados Unidos; 23 de febrero de 1945) fue un actor de teatro y un director de cine mudo y sonoro. Fue uno de los pioneros del cine y destacó por su estilo avanzado para la época, con planos y montajes inusuales en otros directores del momento. Barker dirigió a muchas de las estrellas de la recién nacida industria del cine, como Geraldine Farrar, William S. Hart, Sessue Hayakawa, Gladys Brockwell, Hoot Gibson, Willard Mack y Myrna Loy.

## Comienzos de su carrera
Nacido en Canadá, su familia se trasladó a Escocia cuando él era un niño y, posteriormente, se instalaron en los Estados Unidos. En California, Barker a los dieciséis años escribió, produjo y actuó en su primera obra teatral mientras trabajaba como técnico en una compañía ambulante de teatro. Con diecinueve años marchó a Nueva York donde trabajó para el actor Henry Miller. En 1910, Barker debutó en un teatro de Broadway en una producción de los Schubert: Mary Magdalene de Maurice Maeterlinck.

## Cine mudo
Interesado por el negocio del cine, que entonces comenzaba, Barker se unión a la Bison Motion Pictures, perteneciente a la New York Motion Picture Company. En el estudio/rancho de esta compañía en California, trabajó a las órdenes del productor y guionista Thomas Harper Ince. Barker no era un gran actor, por lo que empezó a trabajar como ayudante de dirección de películas producidas por Ince (quien aparecía como director de muchas obras que en realidad estaban dirigidas por otros, por lo que es difícil en muchos casos saber qué grado de participación tuvo Barker en las que aparece como guionista o codirector). La primera película rodada en solitario por él fue un wéstern de veinte minutos titulado On the Warpath (1912), protagonizado por Art Acord. Barker dirigió a lo largo de su carrera más de ochenta películas, entre las que destacan The Typhoon (El tifón, 1914), la adaptación de la obra de teatro Taifun de Menyhért Lengyel; el drama sobre la Guerra de Secesión The Coward (1915) y The Italian (1915, película que, por su gran valor artístico e histórico, figura en el National Film Registry). En 1916, cuando Estados Unidos todavía no estaba involucrado en la Primera Guerra Mundial, dirigió una famosa película antibelicista, Civilización (Civilitation). Se trata de una obra de gran presupuesto, futurista, centrada en el conflicto moral del comandante de un submarino que se niega a torpedear un buque civil que se cree cargado de munición enemiga. Tuvo un gran éxito de público y fue usada por el Comité Nacional Demócrata para apoyar la reelección del presidente Woodrow Wilson. En la película, por primera vez en el cine, figura como personaje Jesucristo, cuya aparición al final de la película recibió algunas críticas muy negativas, como las de Henry Christeen Warnack en Los Angeles Times, quien consideraba esta escena ofensiva y de mal gusto.

## Cine sonoro
Su primera película sonora fue The Toilers (1928), protagonizada por Douglas Fairbanks Jr. Su última obra fue The Healer  (1935), en la que actuaron Ralph Bellamy, Karen Morley y Mickey Rooney.

## Jubilación
Reginald Barker se retiró en Pasadena (California), lugar donde su mujer y él tenían negocios. Allí murió de un infarto de miocardio en 1945. Está enterrado en el cementerio Inglewood Park de Inglewood (California).

## Filmografía
- City of Darkness (1914)
- The Wrath of the Gods (1914)
- The Typhoon (1914)
- The Coward (1915)
- The Italian (1915)
- On The Night Stage (1915)
- The Reward (1915)
- The Aryan (1916)
- Civilization (1916)
- The Iced Bullet (1917)
- The Hell Cat (1918)
- Shadows (1919)
- The Brand (1919)
- Dangerous Days (1920)
- The Women and the Puppet (1920)
- The Poverty of Riches (1921)
- The Storm (La tormenta) (1922)
- Hearts Aflame (1923)
- Broken Barriers (1924)
- The Great Divide (1925)
- The White Desert (1925)
- The Flaming Forest (1926)
- The Frontiersman (1927)
- Body and Soul (1927)
- The Toilers (1928)
- New Orleans (1929)
- The Mississippi Gambler (1929)
- Seven Keys to Baldpate (1929)
- The Great Divide (1929)
- Hide-Out (1930)
- The Moonstone (1934)
- Forbidden Heaven (1935)
- The Healer (1935)